# Кровијана
Кровијана (итал. Croviana) је насеље у Италији у округу Тренто, региону Трентино-Јужни Тирол.
Према процени из 2011. у насељу је живело 689 становника. Насеље се налази на надморској висини од 724 м.

## Становништво
| 1931. | 1936. | 1951. | 1961. | 1971. | 1981. | 1991. | 2001. | 2011. |
| ----- | ----- | ----- | ----- | ----- | ----- | ----- | ----- | ----- |
| 357   | 373   | 417   | 428   | 464   | 450   | 506   | 597   | 693   |